# St. John (Siparia)
St. John es una localidad de Trinidad y Tobago, que forma parte de la región de Siparia.

## Geografía
La localidad abarca parte de la isla Trinidad y limita al norte con Oropouche y La Romaine (localidad perteneciente a la región de Penal-Debe), al sur con Avocat Village, al este con San Francique y al oeste con St. Mary's Village y Avocat Village.

## Demografía
Datos demográficos de la localidad de St. John:
| Gráfica de evolución demográfica de St. John entre 2000 y 2011 |
|                                                                |